# Alain Freytet
Alain Freytet est un paysagiste et illustrateur français né en 1961.
Enseignant à l'École nationale supérieure de paysage de Versailles, Alain Freytet est également paysagiste-conseil pour le Réseau des Grands sites de France et le Conservatoire du littoral. Son travail sur le réaménagement du cap Fréhel, Grand Site de France, lui vaut en 2022 le Grand Prix national du Paysage.

## Biographie

### Origines et formation
Originaire de la Creuse, Alain Freytet réside à Maisonnisses. Il intervient régulièrement en Limousin.
Diplômé de l'École nationale supérieure de paysage de Versailles en 1981, il enseigne au département d'écologie de cette même école à partir de 1986.

### Carrière

#### Paysagiste
Alain Freytet entame une carrière de paysagiste libéral en 1986. Dans les années 1990, il travaille sur le paysage d'Île-de-France. En 1992, il est co-auteur, avec Alain Mazas, de l'Atlas des pays et paysages des Yvelines, pionnier en matière d'atlas départementaux de paysages en France.
Comme paysagiste-conseil pour les Directions régionales de l'Environnement, de l'Aménagement et du Logement, Alain Freytet intervient dans la conception et l'aménagement de plusieurs abords de sites naturels et paysagers remarquables, comme l'île d'Aix, le barrage de Marèges, la réserve naturelle nationale de l'étang des Landes ou l'étang de Berre.
En 2022, il reçoit le Grand Prix national du Paysage, qui lui est décerné  par un jury présidé par Jacqueline Osty et qui récompense son action sur le réaménagement et la renaturation du cap Fréhel, en Bretagne. La récompense, partagée avec le Conservatoire du littoral, lui est remise le 28 novembre 2022 par la secrétaire d'État Bérangère Couillard.

Exemples d'interventions
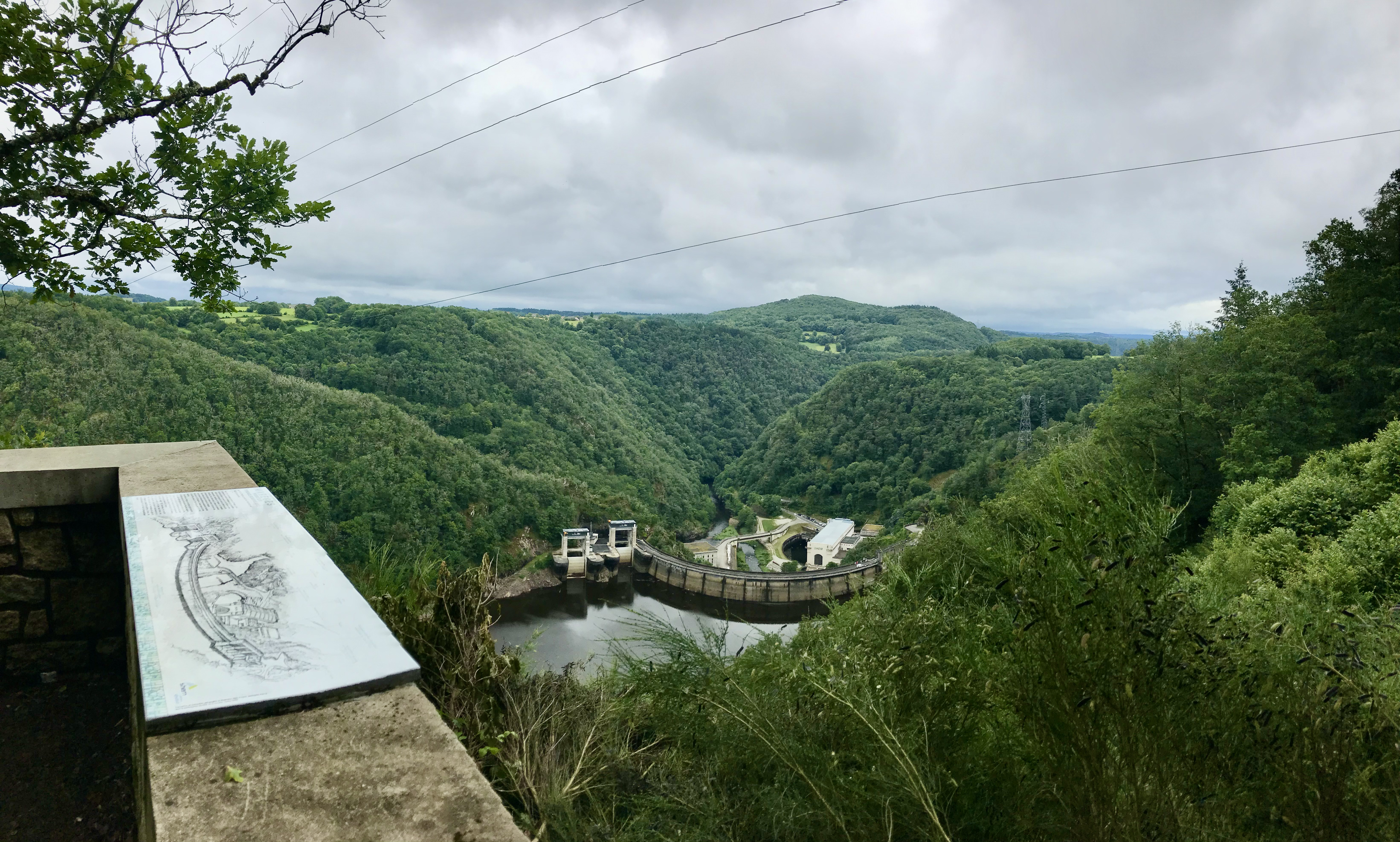
Belvédère du barrage de Marèges (conception, aménagement, illustration)
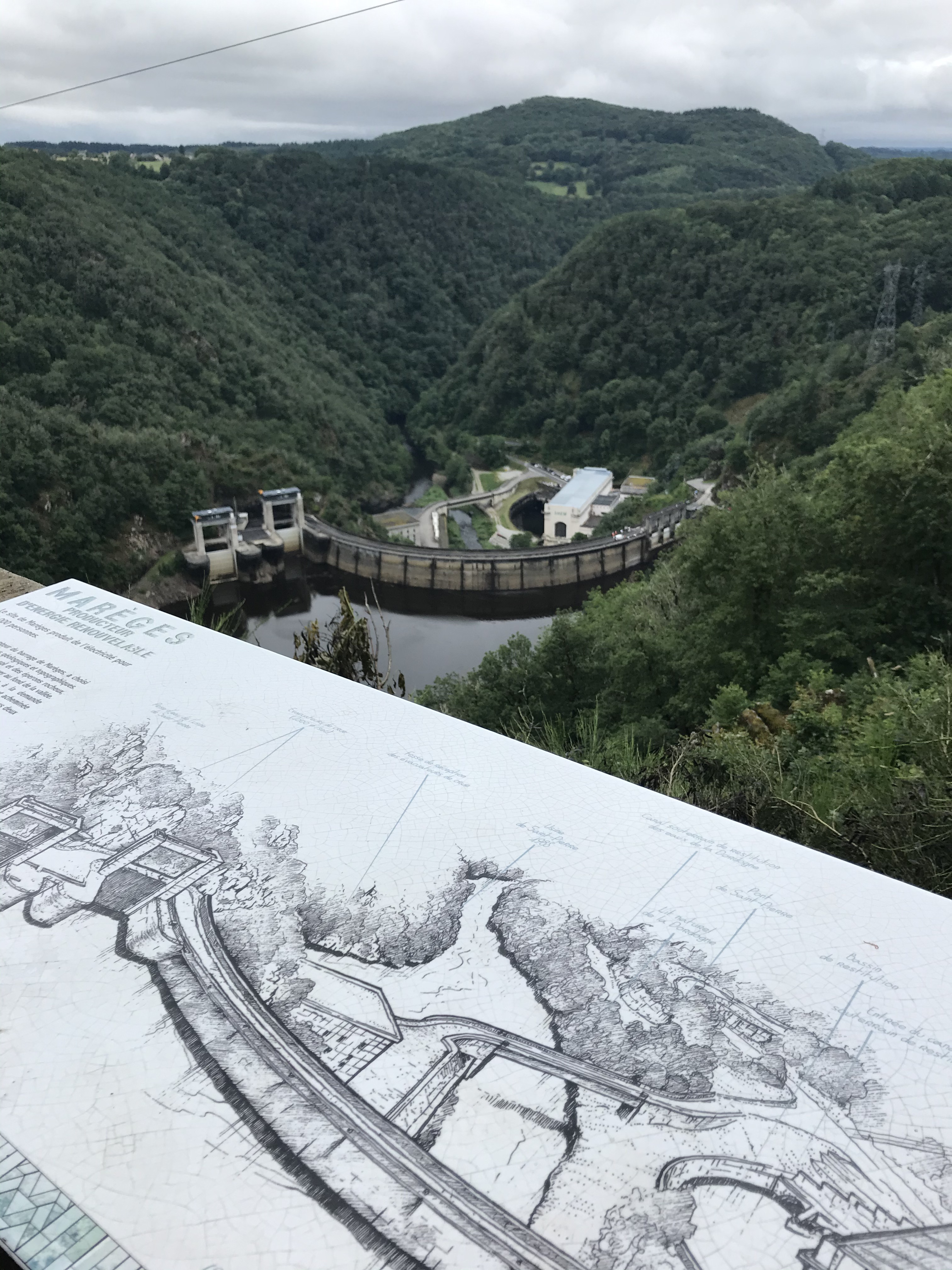
Belvédère du barrage de Marèges
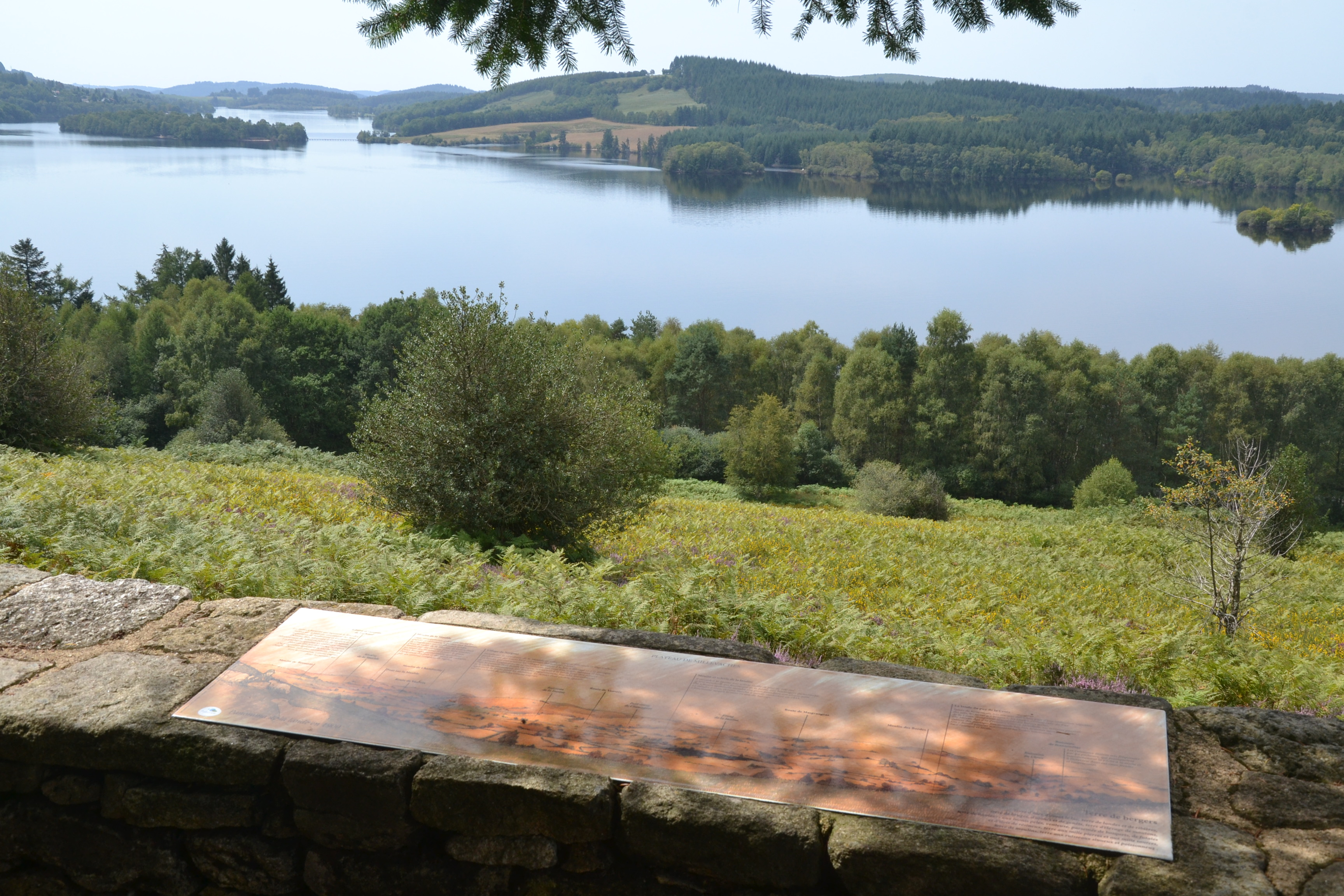
Sentier de la lande du Puy de la Croix (lac de Vassivière, Creuse)
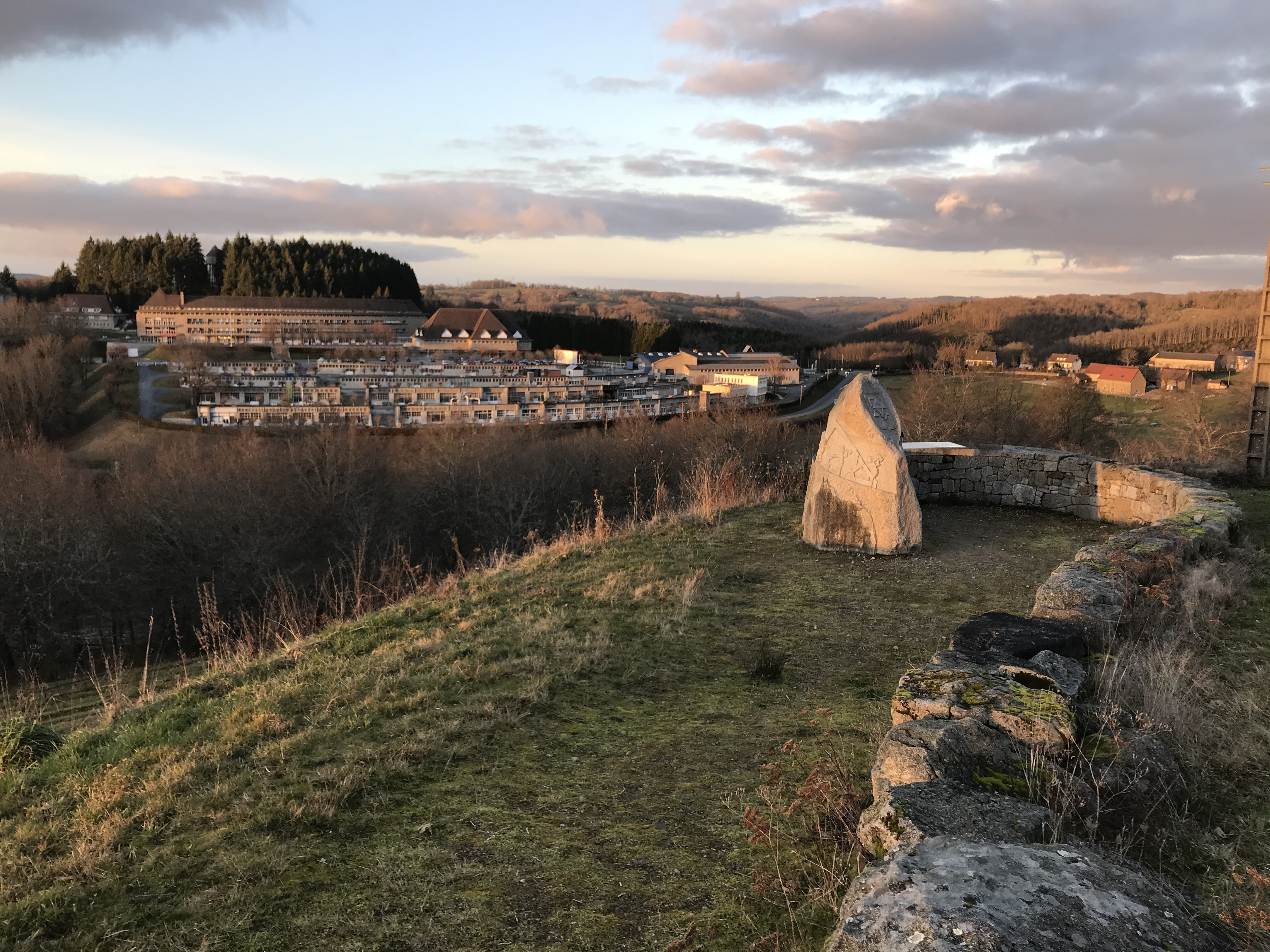
Sculpture et belvédère sur le lycée des métiers du bâtiment de Felletin (Creuse).

#### Illustrateur
En tant qu'illustrateur, il est également l'auteur de plusieurs ouvrages sur les paysages du Limousin, et y a réalisé de nombreux visuels pour des sentiers d'interprétation ou des tables d'orientation.

### Apports
Alain Freytet laisse une place importante au dessin dans son travail de paysagiste sur le terrain. Le croquis, aux côtés de la photographie, l'écriture et la même cueillette, constituent ses approches premières privilégiées, destinées à fixer « les émotions, les sensations, l'attachement que font naître en nous ces paysages »,  quand il estime que les « connaissances savantes » peuvent risquer de perturber l'appréciation du paysage.
Ses interventions sont marquées par le refus de la signalisation et une vive critique de l'affichage publicitaire.
Défenseur d'une application du concept de sobriété aux travaux paysagers, il est à l'initiative du « schéma d’intention paysager », déclinaison d'une procédure d'urbanisme qui vise à réunir les acteurs d'un site avant d'y engager des travaux de réaménagement.
Par son refus de la banalisation paysagère, l'œuvre d'Alain Freytet répond à celle de paysagistes précurseurs comme Bernard Lassus ou Gilles Clément.